# Santa Maria de Seròs
Santa Maria de Seròs, o la Nativitat de Nostra Senyora, és una església parroquial de Seròs (Segrià) inclosa en l'Inventari del Patrimoni Arquitectònic de Catalunya.

## Descripció
Església de tres naus, de dimensions bastant grans. El creuer està cobert per una cúpula amb llanternó en rajola d'estil aragonès. Les dues naus laterals són més baixes i estretes que la nau central. Una capella octogonal d'estil barroc és afegida a l'ala nord.
El portal d'entrada és d'arc de mig punt flanquejat per dues columnes sobre basaments amb capitells corintis. A sobre els capitells es troba un entaulament mixtilini molt motllurat, amb volutes i motius vegetals en alt relleu. Més a dalt encara, hi ha una fornícula buida tota envoltada d'ornament en relleu.
A banda i banda del portal d'entrada s'observen dues fornícules encegades, amb decoració en baix relleu.
Una cornisa motllurada divideix la façana en sentit horitzontal, dibuixant un arc de mig punt per sobre del portal. D'altra part, la mateixa façana presenta una estructura tripartida en sentit vertical, distingint un cos central (on es troba el portal d'entrada) i dos laterals on al seu espai inferior es dibuixen dos arcs de mig punt sostinguts per estretes pilastres que al seu temps es troben emmarcades per pilastres monumentals, tot en baix relleu. El coronament és també mixtilini i present una creu al centre de dos pinacles.
A la part esquerra s'alça un campanar de base quadrada que es converteix en octogonal en els seus dos últims cossos, dividits per motllures en horitzontal i per pilastres en vertical, amb quatre obertures d'arc de mig punt.